# Крэнстон, Брайан
Бра́йан Ли Крэ́нстон (англ. Bryan Lee Cranston; род. 7 марта 1956, Сан-Фернандо, Калифорния, США) — американский актёр телевидения, кино и озвучивания, режиссёр, продюсер и сценарист. Номинант на премии «Оскар» и BAFTA, лауреат двух премий «Тони», шести премий «Эмми», двух премий «Золотой глобус», а также пяти наград Американской Гильдии киноактёров. Обладатель именной звезды на Голливудской «Аллее славы».
Широко известен как исполнитель главной роли учителя химии Уолтера Уайта в телесериале канала AMC «Во все тяжкие», ранее был известен на телевидении как исполнитель главной роли в ситкоме «Малкольм в центре внимания». В кино Крэнстон снискал признание за создание ключевых образов в картинах «Драйв», «Вспомнить всё» и «Операция „Арго“».

## Биография
Брайан Крэнстон родился 7 марта 1956 года в городе Сан-Фернандо, штат Калифорния. Мать — Одри Пегги Селл, актриса, отец — Джозеф Луи Крэнстон, актёр и продюсер. Помимо Брайана, в семье росло ещё двое детей. О своих родителях Крэнстон позже рассказывал так: «Мои родители оба были сломленными людьми, нетрудоспособными, да и с ролью родителей справлялись с трудом. Они были недееспособны, и нам пришлось заложить дом. Затем нас просто выгнали». После этого Брайан с братом, в основном, воспитывались бабушкой и дедушкой.
Рос в Лос-Анджелесе, где сначала окончил среднюю школу Canoga Park, а затем получил неоконченное высшее образование в колледже Los Angeles Valley. В 23 года, уже мечтая об актёрской карьере, подрабатывал грузчиком. Твёрдо решив стать актёром, Крэнстон обошёл множество актёрских семинаров и кастингов в Лос-Анджелесе.
Год спустя переехал в Нью-Йорк, где «снимался преимущественно в рекламных роликах, промышленных фильмах и мыльных операх». Среди этих буквально эпизодических ролей выделялся сериал «Бесконечная любовь», где Крэнстон создал первый крупный образ в карьере — Дугласа Донована. В него он перевоплощался постоянно с 1983 по 1985 год.
В 2000 году приступил к работе над телесериалом «Малкольм в центре внимания», за роль Хэла в котором был удостоен трёх номинаций на премию «Эмми».
Спустя восемь лет дебютировал в проекте канала AMC «Во все тяжкие». Персонаж Крэнстона — немолодой учитель химии Уолтер Уайт, которому врачи ставят диагноз «рак лёгких». Дабы прокормить семью, Уайт принимается за создание наркотических препаратов (метамфетамина) бок о бок с бывшим учеником Джесси Пинкманом. Роль Уайта принесла Крэнстону всемирную популярность и четыре премии «Эмми» за лучшую мужскую роль в драматическом телесериале.
В перерывах между съёмками в «Во все тяжкие» Крэнстон сыграл немаловажные роли в ряде кинокартин, в том числе «Драйв», «Вспомнить всё» и «Операция „Арго“».
В интервью журналу Rolling Stone признавался, что не помнит, какой гонорар получил за съёмки в том или ином проекте: «Я не хочу притворяться, будто деньги ничего для меня не значат! Но это далеко не главный критерий при выборе проекта, над которым я хочу работать».

## Личная жизнь
Большой поклонник бейсбола, с давних времён болеет за команды «Филадельфия Филлис» и «Лос-Анджелес Доджерс».
Крэнстон был дважды женат: в первый раз (с 1977 по 1982 года) на сценаристке Микки Мидлтон, во второй — на актрисе Робин Дирден, с которой познакомился на съёмочной площадке телесериала «Воздушный волк». У них есть дочь — Тейлор Дирден Крэнстон (род. 1993).

## Фильмография

### Актёр
| Год       |     | Русское название                     | Оригинальное название                                         | Роль                                                 |
| --------- | --- | ------------------------------------ | ------------------------------------------------------------- | ---------------------------------------------------- |
| 1980      | тф  |                                      | To Race the Wind                                              | квотербек                                            |
| 1982      | с   | Калифорнийский дорожный патруль      | CHiPs                                                         | Билли Джо                                            |
| 1983      | с   | Бесконечная любовь                   | Loving                                                        | Дуглас Донован                                       |
| 1985      | с   | Скрываемый факт                      | Cover Up                                                      | Фрэнк Лоулер / Томми Мэйнард                         |
| 1986      | с   | Одна жизнь, чтобы жить               | One Life to Live                                              | Дин Стелла                                           |
| 1986      | с   | Воздушный волк                       | Airwolf                                                       | Роберт Холлис                                        |
| 1986—1996 | с   | Она написала убийство                | Murder, She Wrote                                             | Брайан Ист / Джерри Уилбер / Паркер Форман           |
| 1986      | мтф | Север и Юг. Книга вторая             | North and South, Book II                                      | полковник Остин                                      |
| 1987      | мф  | Королевский десант                   | Ōritsu Uchūgun: Oneamisu no Tsubasa                           | Мэтти Тон                                            |
| 1987—1991 | с   | Мэтлок                               | Matlock                                                       | Брайан Эмерсон / доктор Гардинг Флетчер              |
| 1987      | с   | Блюз Хилл-стрит                      | Hill Street Blues                                             | советник                                             |
| 1987      | тф  |                                      | The Return of the Six-Million-Dollar Man and the Bionic Woman | доктор Шеппард                                       |
| 1987      | ф   | Амазонки на Луне                     | Amazon Women on the Moon                                      | парамедик                                            |
| 1988      | ф   |                                      | The Big Turnaround                                            | Джим                                                 |
| 1988      | с   |                                      | Raising Miranda                                               | дядя Рассел                                          |
| 1989      | с   | Фэлкон Крест                         | Falcon Crest                                                  | Мартин Рэндалл                                       |
| 1989      | тф  | Я знаю, что моё имя Стивен           | I Know My First Name Is Steven                                | офицер Дикенсон                                      |
| 1989      | с   | Спасатели Малибу                     | Baywatch                                                      | Том Логан                                            |
| 1990      | с   | Столичные новости                    | Capital News                                                  | конгрессмен Марпл                                    |
| 1990      | с   |                                      | Hull High                                                     | мистер Макконнелл                                    |
| 1990      | с   | Джейк и толстяк                      | Jake and the Fatman                                           | Джейсон Миллер / Лайл Уикс                           |
| 1990      | ф   |                                      | Corporate Affairs                                             | Даррен                                               |
| 1991      | ф   | Смерть в космосе                     | Dead Space                                                    | доктор Фрэнк Дарден                                  |
| 1991      | с   | Флэш                                 | The Flash                                                     | Филип Марк Мозес                                     |
| 1991      | тф  |                                      | Dead Silence                                                  | профессор Харрис                                     |
| 1992      | с   | Закон Лос-Анджелеса                  | L.A. Law                                                      | имя персонажа неизвестно                             |
| 1993      | мф  |                                      | Morudaibâ                                                     | техник, другие персонажи                             |
| 1993      | тф  | Смертоносное воспоминание            | Deadly Recall                                                 |                                                      |
| 1993      | тф  |                                      | Prophet of Evil: The Ervil LeBaron Story                      |                                                      |
| 1993      | с   | Могучие Рейнджеры                    | Mighty Morphin Power Rangers                                  | Твинмен / Снизард                                    |
| 1993      | мф  | Оргусс 2                             | Chôjikû seiki Ôgasu 02                                        | имперский офицер                                     |
| 1994—1997 | с   | Сайнфелд                             | Seinfeld                                                      | Тим Уотли                                            |
| 1994      | мс  | Космический рыцарь Теккамен Блейд    | Uchû no kishi Tekkaman Burêdo                                 | Майлс О’Рурк                                         |
| 1994      | ф   | Эротика                              | Erotique                                                      | доктор Роберт Штерн                                  |
| 1994      | тф  |                                      | Men Who Hate Women & the Women Who Love Them                  | Дэвид                                                |
| 1994      | тф  |                                      | Days Like This                                                | Бенни                                                |
| 1994      | с   | Крутой Уокер: правосудие по-техасски | Walker, Texas Ranger                                          | Хэнк                                                 |
| 1994      | с   | Вайпер                               | Viper                                                         | Гарретт Берлин                                       |
| 1994      | ф   | Девственно чистая память             | Clean Slate                                                   | представитель клуба                                  |
| 1994      | мс  | Макросс Плюс                         | Makurosu Purasu                                               | Исаму Альва Дайсон                                   |
| 1994      | тф  | Спутник жизни                        | The Companion                                                 | Алан                                                 |
| 1995      | тф  | Поцелуй Миранды                      | Kissing Miranda                                               | специальный агент Фэлси                              |
| 1995      | тф  |                                      | Extreme Blue                                                  | Нед Лэндри                                           |
| 1995      | мф  | Armitage III                         | Amitēji za Sādo                                               | Эдди Борроуз                                         |
| 1995      | с   | Прикосновение ангела                 | Touched by an Angel                                           | доктор Том Брайант                                   |
| 1995      | с   | Братская любовь                      | Brotherly Love                                                | Рассел Уинслоу                                       |
| 1995      | с   |                                      | Land's End                                                    | Мэтт Маккулла                                        |
| 1995      | с   | Человек ниоткуда                     | Nowhere Man                                                   | шериф Норман Уэйд                                    |
| 1995      | мс  | Наездники на орлах                   | Eagle Riders                                                  | Джо Фэкс                                             |
| 1996      | с   |                                      | The Louie Show                                                | Курт Синсик                                          |
| 1996      | ф   | То, что ты делаешь                   | That Thing You Do!                                            | Вирджил Айвен Гриссом                                |
| 1996      | тф  |                                      | The Rockford Files: Punishment and Crime                      | Патрик Дагерти                                       |
| 1996      | ф   | Уличное правосудие                   | Street Corner Justice                                         | отец Брофи                                           |
| 1997      | ф   | Приказано уничтожить                 | Strategic Command                                             | Фил Херцберг                                         |
| 1997      | с   |                                      | Moloney                                                       | имя персонажа неизвестно                             |
| 1997      | с   | Вавилон-5                            | Babylon 5                                                     | Эрикссон                                             |
| 1997      | с   |                                      | Dogs                                                          | имя персонажа неизвестно                             |
| 1997      | с   |                                      | Goode Behavior                                                | руководитель записи                                  |
| 1997      | с   | Сабрина — маленькая ведьма           | Sabrina, the Teenage Witch                                    | адвокат тролля                                       |
| 1997      | с   |                                      | Pearl                                                         | Айзек Перлоу                                         |
| 1997      | с   | Абсолютная безопасность              | Total Security                                                | Джейсон Николс                                       |
| 1997      | с   |                                      | Alright Already                                               | Роберт                                               |
| 1997      | мф  | Армитаж: Полиматрица                 | Armitage III: Poly-Matrix                                     | Эдди Берроуз                                         |
| 1997      | ф   | Время под огнём                      | Time Under Fire                                               | Чарльз Брэддок                                       |
| 1998      | с   | Южный Бруклин                        | Fisticuffs                                                    | лейтенант внутренних дел Гордон Дентон               |
| 1998      | мтф | С Земли на Луну                      | From the Earth to the Moon                                    | Базз Олдрин                                          |
| 1998      | с   | Дорогая, я уменьшил детей            | Honey, I Shrunk the Kids: The TV Show                         | Рональд Мизи                                         |
| 1998      | с   | V.I.P.                               | V.I.P.                                                        | Кольт Эрроу                                          |
| 1996—1998 | с   | Диагноз: убийство                    | Diagnosis: Murder                                             | Уолтер Мэйсон / Мартин Ратгерс                       |
| 1998      | с   | Секретные материалы                  | The X-Files                                                   | Патрик Крамп                                         |
| 1998      | с   | Надежда Чикаго                       | Chicago Hope                                                  | Иисус                                                |
| 1998      | ф   | Спасти рядового Райана               | Saving Private Ryan                                           | полковник из военного министерства                   |
| 1999      | с   | Третья планета от Солнца             | 3rd Rock from the Sun                                         | двойник Нила Даймонда                                |
| 1999      | с   | Притворщик                           | The Pretender                                                 | Нил Робертс                                          |
| 1999      | ф   | Последний шанс                       | Last Chance                                                   | Лэнс                                                 |
| 1999—2001 | с   | Король Квинса                        | The King of Queens                                            | Тим Сэкски                                           |
| 2000—2001 | мс  | Клерки                               | Clerks: The Animated Series                                   | пилот вертолёта, другие персонажи                    |
| 2000—2006 | с   | Малкольм в центре внимания           | Malcolm in the Middle                                         | Хэл                                                  |
| 2000      | ф   | Дорога ужасов                        | Terror Tract                                                  | Рон Гэтли                                            |
| 2000      | ф   |                                      | The Big Thing                                                 | Роберто Монтальбан                                   |
| 2000      | мф  | Принц света                          | The Prince of Light                                           | Рам                                                  |
| 2001      | тф  | Однажды ночью                        | 'Twas the Night                                               | Ник Ригли                                            |
| 2001      | мф  | Братья Санта Клауса                  | The Santa Claus Brothers                                      | Санта-Клаус                                          |
| 2003      | тф  | День благодарения                    | National Lampoon's Thanksgiving Family Reunion                | Вудроу Снайдер                                       |
| 2003—2004 | мс  | Лило и Стич                          | Lilo & Stitch: The Series                                     | мистер Джеймсон                                      |
| 2004      | ф   | Лицензия на измену                   | Seeing Other People                                           | Питер                                                |
| 2004      | ф   | Иллюзион                             | Illusion                                                      | Дэвид                                                |
| 2005      | док | Путешествие на Луну 3D               | Magnificent Desolation: Walking on the Moon 3D                | Базз Олдрин                                          |
| 2005—2010 | мс  | Американский папаша!                 | American Dad!                                                 | Билл Публишермен / имя персонажа неизвестно          |
| 2006      | ф   | Интеллектуальная собственность       | Intellectual Property                                         | ведущий на радио CSE                                 |
| 2006      | ф   | Маленькая мисс Счастье               | Little Miss Sunshine                                          | Стэн Гроссман                                        |
| 2006—2007 | с   | Как я встретил вашу маму             | How I Met Your Mother                                         | Хаммонд Дразерс                                      |
| 2006—2008 | мс  | Гриффины                             | Family Guy                                                    | Хэл из «Малкольма в центре внимания» / доктор Джоуиш |
| 2007      | мтф | Падший                               | Fallen                                                        | Люцифер / Светоносный                                |
| 2007      | ф   |                                      | Hard Four                                                     | лейтенант Брюс Бакстер                               |
| 2008      | тф  |                                      | The Hollywood Quad                                            | Бёртон Мелроуз                                       |
| 2008—2013 | с   | Во все тяжкие                        | Breaking Bad                                                  | Уолтер Уайт / Хайзенберг                             |
| 2009      | с   |                                      | Breaking Bad: Original Minisodes                              | Уолтер Уайт / Хайзенберг                             |
| 2010      | ф   | Ранчо любви                          | Love Ranch                                                    | Джеймс Петтис                                        |
| 2010—2011 | мс  | Гленн Мартин                         | Glenn Martin, DDS                                             | имя персонажа неизвестно / Дрэйк Стоун               |
| 2011      | с   | Оперативники                         | The Handlers                                                  | Джек Пауэрс                                          |
| 2011      | мф  | Бэтмен: Год первый                   | Batman: Year One                                              | лейтенант Джеймс Гордон                              |
| 2011      | мс  | Робоцып                              | Robot Chicken                                                 | Гэндальф / Лиланд Стэнфорд / диктор / Смерть с косой |
| 2011      | ф   | Линкольн для адвоката                | The Lincoln Lawyer                                            | детектив Лэнкфорд                                    |
| 2011      | ф   | Учитель на замену                    | Detachment                                                    | Ричард Дирден                                        |
| 2011      | ф   | Прощание                             | Leave                                                         | Эллиот                                               |
| 2011      | ф   | Ларри Краун                          | Larry Crowne                                                  | Дин Тено                                             |
| 2011      | ф   | Драйв                                | Drive                                                         | Шэннон                                               |
| 2011      | ф   | Заражение                            | Contagion                                                     | контр-адмирал Лайл Хаггерти                          |
| 2012      | мс  | Спецагент Арчер                      | Archer                                                        | коммандер Тони Дрэйк                                 |
| 2012      | с   | Студия 30                            | 30 Rock                                                       | Рон                                                  |
| 2012—2013 | мс  | Симпсоны                             | The Simpsons                                                  | Страдивариус Кейн / Уолтер Уайт                      |
| 2012—2013 | мс  | Шоу Кливленда                        | The Cleveland Show                                            | доктор Фист / Грэм Кенсингтон / мистер Окснард       |
| 2012      | мф  | Мадагаскар 3                         | Madagascar 3: Europe's Most Wanted                            | тигр Виталий                                         |
| 2012      | ф   | Красные хвосты                       | Red Tails                                                     | майор Уильям Мортэмас                                |
| 2012      | ф   | Вспомнить всё                        | Total Recall                                                  | канцлер Вилос Кохааген                               |
| 2012      | ф   | Рок на века                          | Rock of Ages                                                  | Майк Уитмор                                          |
| 2012      | ф   | Джон Картер                          | John Carter                                                   | Пауэлл                                               |
| 2012      | ф   | Операция «Арго»                      | Argo                                                          | начальник отдела ЦРУ Джек О’Доннелл                  |
| 2013      | кор | Сет Роген – худший человек на свете  | Seth Rogen — Worst Person in the World                        |                                                      |
| 2013      | кор |                                      | Writer's Block                                                | Дин                                                  |
| 2013      | ф   | Взгляд зимы                          | Cold Comes the Night                                          | Топо                                                 |
| 2014      | ф   | Годзилла                             | Godzilla                                                      | Джо Броуди                                           |
| 2015—2017 | с   | Подлый Пит                           | Sneaky Pete                                                   | Винс Лониган                                         |
| 2015      | ф   | Трамбо                               | Trumbo                                                        | Далтон Трамбо                                        |
| 2016      | ф   | Охота на работу                      | Get a Job                                                     | Роджер Дэвис                                         |
| 2016      | мф  | Кунг-фу панда 3                      | Kung Fu Panda 3                                               | Ли Шань                                              |
| 2016      | ф   | Афера под прикрытием                 | The Infiltrator                                               | Роберт Мазур                                         |
| 2016      | ф   | Почему он?                           | Why Him?                                                      | Нед Флеминг                                          |
| 2016      | тф  | До самого конца                      | All the Way                                                   | Линдон Бэйнс Джонсон                                 |
| 2016      | ф   | Во всём виноват енот                 | Wakefield                                                     | Говард Вэйкфилд                                      |
| 2017      | ф   | Могучие рейнджеры                    | Power Rangers                                                 | Зордон                                               |
| 2017—2017 | с   | Электрические сны Филипа К. Дика     | Philip K. Dick's Electric Dreams                              | Сайлс                                                |
| 2017      | ф   | Горе-творец                          | The Disaster Artist                                           | камео                                                |
| 2017      | ф   | Последний взмах флага                | Last Flag Flying                                              | Сал Нилон                                            |
| 2018      | ф   | 1+1: Голливудская история            | The Upside                                                    | Филлип Лакассе                                       |
| 2019      | ф   | Путь: Во все тяжкие. Фильм           | El Camino: A Breaking Bad Movie                               | Уолтер Уайт                                          |
| 2020      | ф   | Айван, единственный и неповторимый   | The One and Only Ivan                                         | Мак                                                  |
| 2020—2023 | с   | Ваша честь                           | Your Honor                                                    | Майкл Десиато                                        |
| 2022      | с   | Лучше звоните Солу                   | Better Call Saul                                              | Уолтер Уайт                                          |
| 2022      | ф   | Джерри и Мардж играют по-крупному    | Jerry & Marge Go Large                                        | Джеральд Селби                                       |
| 2023      | ф   | Город астероидов                     | Asteroid City                                                 | ведущий телевизионной программы                      |
| 2024      | ф   | Аргайл: Супершпион                   | Argylle                                                       | Риттер                                               |
| 2024      | мф  | Кунг-фу панда 4                      | Kung Fu Panda 4                                               | Ли Шань                                              |
| 2025      | ф   | Финикийская схема                    | The Phoenician Scheme                                         | Риган                                                |
| 2026      | ф   | Три полные сумки: Овечий детектив    | Three Bags Full: A Sheep Detective Movie                      |                                                      |

### Режиссёр
| Год       | Название                     | Примечание                                                         |
| --------- | ---------------------------- | ------------------------------------------------------------------ |
| 1999      | «Последний шанс»             | кинофильм; также автор сценария, сопродюсер и актёр                |
| 2003—2005 | «Малкольм в центре внимания» | телесериал; семь эпизодов                                          |
| 2006      | Special Unit                 | телефильм                                                          |
| 2006      | «Большой день»               | телесериал; эпизод «Stolen Vows»                                   |
| 2009—2013 | «Во все тяжкие»              | телесериал; эпизоды «Seven Thirty-Seven», «No Más» и «Blood Money» |
| 2012—2013 | «Американская семейка»       | телесериал; эпизоды «Election Day» и «The Old Man & the Tree»      |
| 2012      | «Офис»                       | телесериал; эпизод «Work Bus»                                      |
| 2017      | «Подлый Пит»                 | телесериал; эпизод «The Roll Over»                                 |
| 2021      | «Ваша честь»                 | мини-сериал; эпизод «Part Ten»                                     |

## Награды и номинации
| Премия                                      | Год церемонии | Номинация                                                                 | Фильм                        | Результат                                                     |
| ------------------------------------------- | ------------- | ------------------------------------------------------------------------- | ---------------------------- | ------------------------------------------------------------- |
| «Золотой глобус»                            | 2003          | Лучшая мужская роль второго плана — мини-сериал, телесериал или телефильм | «Малкольм в центре внимания» | Номинация                                                     |
| «Золотой глобус»                            | 2011          | Лучшая мужская роль в телевизионном сериале — драма                       | «Во все тяжкие»              | Номинация                                                     |
| «Золотой глобус»                            | 2012          | Лучшая мужская роль в телевизионном сериале — драма                       | «Во все тяжкие»              | Номинация                                                     |
| «Золотой глобус»                            | 2013          | Лучшая мужская роль в телевизионном сериале — драма                       | «Во все тяжкие»              | Номинация                                                     |
| «Золотой глобус»                            | 2014          | Лучшая мужская роль в телевизионном сериале — драма                       | «Во все тяжкие»              | Победа                                                        |
| «Золотой глобус»                            | 2016          | Лучшая мужская роль — драма                                               | «Трамбо»                     | Номинация                                                     |
| «Золотой глобус»                            | 2017          | Лучшая мужская роль — мини-сериал или телефильм                           | «До самого конца»            | Номинация                                                     |
| BAFTA                                       | 2016          | Лучшая мужская роль                                                       | «Трамбо»                     | Номинация                                                     |
| «Оскар»                                     | 2016          | Лучшая мужская роль                                                       | «Трамбо»                     | Номинация                                                     |
| «Эмми»                                      | 2002          | Лучшая мужская роль второго плана в комедийном телесериале                | «Малкольм в центре внимания» | Номинация                                                     |
| «Эмми»                                      | 2003          | Лучшая мужская роль второго плана в комедийном телесериале                | «Малкольм в центре внимания» | Номинация                                                     |
| «Эмми»                                      | 2006          | Лучшая мужская роль второго плана в комедийном телесериале                | «Малкольм в центре внимания» | Номинация                                                     |
| «Эмми»                                      | 2008          | Лучшая мужская роль в драматическом телесериале                           | «Во все тяжкие»              | Победа                                                        |
| «Эмми»                                      | 2009          | Лучшая мужская роль в драматическом телесериале                           | «Во все тяжкие»              | Победа                                                        |
| «Эмми»                                      | 2010          | Лучшая мужская роль в драматическом телесериале                           | «Во все тяжкие»              | Победа                                                        |
| «Эмми»                                      | 2012          | Лучший драматический сериал                                               | «Во все тяжкие»              | Номинация                                                     |
| «Эмми»                                      | 2012          | Лучшая мужская роль в драматическом телесериале                           | «Во все тяжкие»              | Номинация                                                     |
| «Эмми»                                      | 2013          | Лучший драматический сериал                                               | «Во все тяжкие»              | Победа                                                        |
| «Эмми»                                      | 2013          | Лучшая мужская роль в драматическом телесериале                           | «Во все тяжкие»              | Номинация                                                     |
| «Эмми»                                      | 2014          | Лучший драматический сериал                                               | «Во все тяжкие»              | Победа                                                        |
| «Эмми»                                      | 2014          | Лучшая мужская роль в драматическом телесериале                           | «Во все тяжкие»              | Победа                                                        |
| «Эмми»                                      | 2016          | Лучший мини-сериал или фильм                                              | «До самого конца»            | Номинация                                                     |
| «Эмми»                                      | 2016          | Лучшая мужская роль в мини-сериале или фильме                             | «До самого конца»            | Номинация                                                     |
| Премия Гильдии режиссёров США               | 2013          | Лучший режиссёрская работа в комедийном сериале                           | «Американская семейка»       | Номинация                                                     |
| Премия Гильдии режиссёров США               | 2014          | Лучший режиссёрская работа в комедийном сериале                           | «Американская семейка»       | Номинация                                                     |
| Премия Гильдии режиссёров США               | 2014          | Лучший режиссёрская работа в драматическом сериале                        | «Во все тяжкие»              | Номинация                                                     |
| Премия Гильдии продюсеров США               | 2013          | Премия им. Нормана Фелтона за драматический телевизионный сериал          | «Во все тяжкие»              | Номинация                                                     |
| Премия Гильдии продюсеров США               | 2014          | Премия им. Нормана Фелтона за драматический телевизионный сериал          | «Во все тяжкие»              | Победа                                                        |
| Премия Гильдии киноактёров США              | 2010          | Лучшая мужская роль в драматическом телесериале                           | «Во все тяжкие»              | Номинация                                                     |
| Премия Гильдии киноактёров США              | 2011          | Лучшая мужская роль в драматическом телесериале                           | «Во все тяжкие»              | Номинация                                                     |
| Премия Гильдии киноактёров США              | 2012          | Лучшая мужская роль в драматическом телесериале                           | «Во все тяжкие»              | Номинация                                                     |
| Премия Гильдии киноактёров США              | 2012          | Лучший актёрский состав в драматическом телесериале                       | «Во все тяжкие»              | Номинация                                                     |
| Премия Гильдии киноактёров США              | 2013          | Лучший актёрский состав в игровом кино                                    | «Операция „Арго“»            | Победа                                                        |
| Премия Гильдии киноактёров США              | 2013          | Лучшая мужская роль в драматическом телесериале                           | «Во все тяжкие»              | Победа                                                        |
| Премия Гильдии киноактёров США              | 2013          | Лучший актёрский состав в драматическом телесериале                       | «Во все тяжкие»              | Номинация                                                     |
| Премия Гильдии киноактёров США              | 2014          | Лучшая мужская роль в драматическом телесериале                           | «Во все тяжкие»              | Победа                                                        |
| Премия Гильдии киноактёров США              | 2014          | Лучший актёрский состав в драматическом телесериале                       | «Во все тяжкие»              | Номинация                                                     |
| Премия Гильдии киноактёров США              | 2016          | Лучшая мужская роль                                                       | «Трамбо»                     | Номинация                                                     |
| Премия Гильдии киноактёров США              | 2016          | Лучший актёрский состав в игровом кино                                    | «Трамбо»                     | Номинация                                                     |
| Премия Гильдии киноактёров США              | 2017          | Лучшая мужская роль в телефильме или мини-сериале                         | «До самого конца»            | Победа                                                        |
| Hollywood Film Festival                     | 2012          | Ансамбль года                                                             | «Операция „Арго“»            | Победа                                                        |
| Телевизионный фестиваль в Монте-Карло       | 2013          | Лучший актёр в драматическом телесериале                                  | «Во все тяжкие»              | Победа                                                        |
| Международный кинофестиваль в Палм-Спрингсе | 2013          | Премия за лучший ансамбль                                                 | «Операция „Арго“»            | Победа                                                        |
| Премия Ассоциации телевизионных критиков    | 2001          | За личные достижения в комедии                                            | «Малкольм в центре внимания» | Номинация                                                     |
| Премия Ассоциации телевизионных критиков    | 2009          | За личные достижения в драме                                              | «Во все тяжкие»              | Победа                                                        |
| Премия Ассоциации телевизионных критиков    | 2010          | За личные достижения в драме                                              | «Во все тяжкие»              | Номинация                                                     |
| Премия Ассоциации телевизионных критиков    | 2012          | За личные достижения в драме                                              | «Во все тяжкие»              | Номинация                                                     |
| Премия Ассоциации телевизионных критиков    | 2013          | За личные достижения в драме                                              | «Во все тяжкие»              | Номинация                                                     |
| «Спутник»                                   | 2004          | Лучшая мужская роль в телевизионном сериале — комедия или мюзикл          | «Малкольм в центре внимания» | Номинация                                                     |
| «Спутник»                                   | 2008          | Лучшая мужская роль в телевизионном сериале — драма                       | «Во все тяжкие»              | Победа                                                        |
| «Спутник»                                   | 2009          | Лучшая мужская роль в телевизионном сериале — драма                       | «Во все тяжкие»              | Победа                                                        |
| «Спутник»                                   | 2010          | Лучшая мужская роль в телевизионном сериале — драма                       | «Во все тяжкие»              | Победа                                                        |
| «Спутник»                                   | 2011          | Лучшая мужская роль в телевизионном сериале — драма                       | «Во все тяжкие»              | Номинация                                                     |
| «Спутник»                                   | 2012          | Лучшая мужская роль в телевизионном сериале — драма                       | «Во все тяжкие»              | Номинация                                                     |
| «Спутник»                                   | 2014          | Лучшая мужская роль в телевизионном сериале — драма                       | «Во все тяжкие»              | Победа                                                        |
| «Сатурн»                                    | 2009          | Лучший телеактёр                                                          | «Во все тяжкие»              | Номинация                                                     |
| «Сатурн»                                    | 2010          | Лучший телеактёр                                                          | «Во все тяжкие»              | Номинация                                                     |
| «Сатурн»                                    | 2011          | Лучший телеактёр                                                          | «Во все тяжкие»              | Номинация                                                     |
| «Сатурн»                                    | 2012          | Лучший телеактёр                                                          | «Во все тяжкие»              | Победа                                                        |
| «Сатурн»                                    | 2013          | Лучший телеактёр                                                          | «Во все тяжкие»              | Победа совместно с Кевином Бейконом за сериал «Последователи» |
| «Сатурн»                                    | 2014          | Лучший телеактёр                                                          | «Во все тяжкие»              | Номинация                                                     |
| Выбор телевизионных критиков                | 2012          | Лучший актёр в драматическом телесериале                                  | «Во все тяжкие»              | Победа                                                        |
| Выбор телевизионных критиков                | 2013          | Лучший актёр в драматическом телесериале                                  | «Во все тяжкие»              | Победа                                                        |
| Выбор телевизионных критиков                | 2014          | Лучший актёр в драматическом телесериале                                  | «Во все тяжкие»              | Номинация                                                     |